# Hans Dreier
Hans Dreier (* 21. August 1885 in Bremen; † 24. Oktober 1966 in Bernardsville, New Jersey, USA) war ein deutscher Künstler und Szenenbildner, der drei Oscars gewann. Er wirkte in Deutschland und den USA.

## Leben
Hans Dreier studierte in München Architektur und Ingenieurwesen. Vor dem Ersten Weltkrieg war Dreier als Ingenieur für die deutsche Reichsregierung in Kamerun tätig. Von 1919 bis 1923 arbeitete Dreier bei der UFA in Berlin und für die europäische Niederlassung der Paramount. Bereits in seinem ersten Jahr beim Film war er an sieben Produktionen beteiligt. Ab 1920 arbeitete er mehrfach für Filme von Richard Oswald. Seine Bauten zeichnen sich durch besondere Dekorativität und Ausgeglichenheit in der Anordnung der Raumelemente aus.
Dreier verließ Deutschland 1923 und arbeitete in Hollywood als Filmarchitekt. In den Jahren 1923 bis 1951 war er für die Paramount tätig. Insbesondere in seiner Anfangszeit schuf er häufig Bauten für Projekte der deutschsprachigen Filmemacher Ernst Lubitsch und Josef von Sternberg.
Hans Dreier wirkte an 486 Filmen mit. Er erhielt 22 Nominierungen für den Oscar.
Die Academy of Motion Picture Arts and Sciences widmete Hans Dreier im Dezember 2005 eine Ausstellung: Hans Dreier and the Paramount 'Glow' – The Golden Age of the Studio Art Department.

## Trivia
Paramount Studios hat ein Gebäude auf dem Studiogelände nach ihm benannt. Dabei handelt es sich um ein seitlich entlang der Ostseite der Studiohallen 8 und 9 angegliedertes Verwaltungsgebäude. Das Dreier Building umfasst ein Erdgeschoss und eine das Erdgeschoss überragende erste Etage, das sich über Stützbalken zum Boden abstützt und weist damit zwei übereinander angeordnete Reihen von unterschiedlich großen Büroräumen auf. Diese sind teilweise an externe Firmen vermietet, welche so ihre Dienste vor Ort anbieten können. Das Dreier Building war auch einige Male in verschiedenen Filmen zu sehen, wie beispielsweise im Film Sunset Boulevard (1950) oder The Buster Keaton Story (1957).

## Filmografie
Für folgende drei Filme wurde ihm der Oscar in der Kategorie Bestes Szenenbild verliehen:
- 1946: Der Pirat und die Dame (Frenchman's Creek) – Regie: Mitchell Leisen
- 1950: Sunset Boulevard – Regie: Billy Wilder
- 1951: Samson and Delilah (Samson and Delilah) – Regie: Cecil B. DeMille

Weitere Filme:
- 1919: Der letzte Zeuge
- 1920: Nachtgestalten – Regie: Richard Oswald
- 1920: Kurfürstendamm
- 1920: Der Reigen – Regie: Richard Oswald
- 1920: Sizilianische Blutrache
- 1921: Danton
- 1921: Die Abenteurerin von Monte Carlo
- 1921: Lady Hamilton – Regie: Richard Oswald
- 1922: Fridericus Rex – Regie: Arzén von Cserépy
- 1922: Peter der Große – Regie: Dimitri Buchowetzki
- 1923: Die Frau mit den Millionen
- 1923: Bohème
- 1924: Das verbotene Paradies (Forbidden Paradise) – Regie: Ernst Lubitsch
- 1924: Die Frau des Kommandeurs (Lily of the Dust)
- 1928: Sein letzter Befehl (The Last Command) – Regie: Josef von Sternberg
- 1928: Der Patriot (The Patriot) – Regie: Ernst Lubitsch
- 1928: Der König von Soho (The Street of Sin)
- 1928: Die Docks von New York (The Docks of New York) – Regie: Josef von Sternberg
- 1928: Polizei (The Drag Net) – Regie: Josef von Sternberg
- 1928: Steckbrieflich verfolgt (Ladies of the Mob) – Regie: William A. Wellman
- 1929: Aschermittwoch (Betrayal)
- 1929: Liebesparade (The Love Parade) – Regie: Ernst Lubitsch
- 1929: Der König der Vagabunden (The Vagabond King) – Regie: Ludwig Berger
- 1931: Der lächelnde Leutnant (The Smiling Lieutenant) – Regie: Ernst Lubitsch
- 1931: Entehrt (Dishonored) – Regie: Josef von Sternberg
- 1931: Eine amerikanische Tragödie (An American Tragedy) – Regie: Josef von Sternberg
- 1931: Der Mann, den sein Gewissen trieb (Broken Lullaby)
- 1931: Dr. Jekyll und Mr. Hyde (Dr. Jekyll and Mr. Hyde) – Regie: Rouben Mamoulian
- 1932: Shanghai-Express (Shanghai Express) – Regie: Josef von Sternberg
- 1932: Schönste, liebe mich (Love Me Tonight) – Regie: Rouben Mamoulian
- 1932: Ärger im Paradies (Trouble in Paradise) – Regie: Ernst Lubitsch
- 1933: Die Marx Brothers im Krieg (Duck Soup) – Regie: Leo McCarey
- 1933: Ich bin kein Engel (I’m No Angel) – Regie: Wesley Ruggles
- 1933: Das Hohe Lied (1933) (The Song of Songs)
- 1933: Revolution der Jugend (This Day and Age) – Regie: Cecil B. DeMille
- 1934: Bolero – Regie: Wesley Ruggles
- 1934: Wo ist das Kind der Madeleine F.? (Miss Fane's Baby is Stolen)
- 1934: Das ist geschenkt (It’s a Gift) – Regie: Norman Z. McLeod
- 1934: Die scharlachrote Kaiserin (The Scarlet Empress) – Regie: Josef von Sternberg
- 1934: Schiffbruch unter Palmen (We’re Not Dressing) – Regie: Norman Taurog
- 1934: Cleopatra – Regie: Cecil B. DeMille
- 1934: Jagd nach dem Glück (The Pursuit of Happiness) – Regie: Alexander Hall
- 1934: Tempel der Schönheit (Kiss and Make-Up) – Regie: Harlan Thompson
- 1934: Meine Damen, zugehört! (Ladies Should Listen) – Regie: Frank Tuttle
- 1934: Sophie kann’s nicht lassen (The Notorious Sophie Lang) – Regie: Ralph Murphy
- 1934: Prinzessin für 30 Tage (Thirty-Day Princess) – Regie: Marion Gering
- 1934: Madame befiehlt! (Enter Madame) – Regie: Elliott Nugent
- 1935: Man on the Flying Trapeze – Regie: William Beaudine
- 1935: Der Teufel ist eine Frau (The Devil Is a Woman) – Regie: Josef von Sternberg
- 1935: Ein Butler in Amerika (Ruggles of Red Gap) – Regie: Leo McCarey
- 1935: Peter Ibbetson – Regie: Henry Hathaway
- 1935: Bengali (The Lives of a Bengal Lancer) – Regie: Henry Hathaway
- 1935: Mississippi – Regie: A. Edward Sutherland
- 1935: Der gläserne Schlüssel (The Glass Key) – Regie: Frank Tuttle
- 1935: Die Farm am Mississippi (So Red the Rose) – Regie: King Vidor
- 1935: Goin’ to Town – Regie: Alexander Hall
- 1935: Nevada – Regie: Charles Barton
- 1935: Eine Frau von 20 Jahren (Accent on Youth) – Regie: Wesley Ruggles
- 1936: Ausgerechnet Weltmeister (The Milky Way)
- 1936: Perlen zum Glück (Desire) – Regie: Frank Borzage
- 1936: Der General starb im Morgengrauen (The General Died at Dawn) – Regie: Lewis Milestone
- 1936: Die Dschungel-Prinzessin (The Jungle Princess) – Regie: Wilhelm Thiele
- 1937: Assistenzarzt Dr. Kilder (Internes Can’t Take Money)
- 1937: Engel (Angel) – Regie: Ernst Lubitsch
- 1937: Ein Mordsschwindel (True Confession) – Regie: Wesley Ruggles
- 1938: The Big Broadcast of 1938 – Regie: Mitchell Leisen
- 1938: Blaubarts achte Frau (Bluebeard’s Eighth Wife) – Regie: Ernst Lubitsch
- 1939: Drei Fremdenlegionäre (Beau Geste) – Regie: William A. Wellman
- 1939: Union Pacific – Regie: Cecil B. DeMille
- 1939: The Cat and the Canary – Regie: Elliott Nugent
- 1939: Geronimo, die Geißel der Prärie (Geronimo) – Regie: Paul Sloane
- 1939: Herrscher der Meere (Rulers of the Sea) – Regie: Frank Lloyd
- 1939: Piraten im karibischen Meer (Reap the Wild Wind) – Regie: Cecil B. DeMille
- 1940: Arise, My Love – Regie: Mitchell Leisen
- 1940: The Biscuit Eater – Regie: Stuart Heisler
- 1940: Der große McGinty (The Great McGinty) – Regie: Preston Sturges
- 1940: Der Weg nach Singapur (Road to Singapore) – Regie: Victor Schertzinger
- 1940: Dr. Zyklop (Dr. Cyclops) – Regie: Ernest B. Schoedsack
- 1941: Die Falschspielerin (The Lady Eve) – Regie: Preston Sturges
- 1941: Der Weg nach Sansibar (Road to Zanzibar) – Regie: Victor Schertzinger
- 1941: Das goldene Tor (Hold Back the Dawn) – Regie: Mitchell Leisen
- 1941: Aloma, die Tochter der Südsee (Aloma of the South Seas) – Regie: Alfred Santell
- 1942: Die Narbenhand (This Gun for Hire) – Regie: Frank Tuttle
- 1942: Mabok, der Schrecken des Dschungels (Beyond the Blue Horizon) – Regie: Alfred Santell
- 1942: Der Major und das Mädchen (The Major and the Minor) – Regie: Billy Wilder
- 1942: Liebling, zum Diktat (Take a Letter, Darling) – Regie: Mitchell Leisen
- 1942: Meine Frau, die Hexe (I Married a Witch) – Regie: René Clair
- 1943: Fünf Gräber bis Kairo (Five Graves to Cairo) – Regie: Billy Wilder
- 1943: Wem die Stunde schlägt (For Whom the Bell Tolls) – Regie: Sam Wood
- 1944: Dr. Wassells Flucht aus Java (The Story of Dr. Wassell) – Regie Cecil B. DeMille
- 1944: Frau ohne Gewissen (Double Indemnity) – Regie: Billy Wilder
- 1944: Die Träume einer Frau (Lady in the Dark) – Regie: Mitchell Leisen
- 1944: Der unheimliche Gast (The Uninvited) – Regie: Lewis Allen
- 1944: Ministerium der Angst (Ministry of Fear) – Regie: Fritz Lang
- 1944: Here Come the Waves – Regie: Mark Sandrich
- 1945: The Man in Half Moon Street – Regie: Ralph Murphy
- 1945: A Medal for Benny – Regie: Irving Pichel
- 1945: Incendiary Blonde – Regie: George Marshall
- 1945: Das verlorene Wochenende (The Lost Weekend) – Regie: Billy Wilder
- 1946: Die blaue Dahlie (The Blue Dahlia) – Regie: George Marshall
- 1946: Mit Pinsel und Degen (Monsieur Beaucaire) – Regie: George Marshall
- 1946: In Ketten um Kap Horn (Two Years Before the Mast) – Regie: John Farrow
- 1946: Der Mann aus Virginia (The Virginian) – Regie: Stuart Gilmore
- 1947: California – Regie: John Farrow
- 1947: Mit Gesang geht alles besser (Welcome Stranger) – Regie: Elliott Nugent
- 1947: Die widerspenstige Gattin (Suddenly It’s Spring)
- 1947: Vierzehn Jahre Sing-Sing (I Walk Alone) – Regie: Byron Haskin
- 1947: Pauline, laß das Küssen sein (The Perils of Pauline)
- 1947: Goldene Ohrringe (Golden Earrings)
- 1947: Der Weg nach Rio (Road to Rio)
- 1947: Rauhe Ernte (Wild Harvest) – Regie: Tay Garnett
- 1947: Mädchen für Hollywood (Variety Girl) – Regie: George Marshall
- 1947: Kalkutta (Calcutta) – Regie: John Farrow
- 1947: Meine bessere Hälfte (Dear Ruth) – Regie: William D. Russell
- 1948: Eine auswärtige Affäre (A Foreign Affair) – Regie: Billy Wilder
- 1948: Du lebst noch 105 Minuten (Sorry, Wrong Number) – Regie: Anatole Litvak
- 1948: Der Todesverächter (Whispering Smith) – Regie: Leslie Fenton
- 1948: Schmuggler von Saigon (Saigon) – Regie: Leslie Fenton
- 1949: Frau in Notwehr (The Accused) – Regie: William Dieterle
- 1949: Blutige Diamanten (Rope of Sand) – Regie: William Dieterle
- 1949: Der besiegte Geizhals (Sorrowful Jones) – Regie: Sidney Lanfield
- 1949: Die Todesreiter von Laredo (Streets of Laredo) – Regie: Leslie Fenton
- 1949: Der große Liebhaber (The Great Lover) – Regie: Alexander Hall
- 1949: Todesfalle von Chikago (Chicago Deadline) – Regie: Lewis Allen
- 1949: Der Agent aus der Hölle (Alias Nick Beal) – Regie: John Farrow
- 1949: Diebstahl in Irland (Top o’ the Morning) – Regie: David Miller
- 1950: Tanzen ist unser Leben – Let’s Dance (Let’s Dance) – Regie: Norman Z. McLeod
- 1950: Entgleist (No Man of Her Own) – Regie: Mitchell Leisen
- 1950: Lach und wein mit mir (Riding High) – Regie: Frank Capra
- 1950: Irma, das unmögliche Mädchen (My Friend Irma Goes West) – Regie: Hal Walker
- 1950: Stadt im Dunkel (Dark City) – Regie: William Dieterle
- 1950: Flammendes Tal (Copper Canyon) – Regie: John Farrow
- 1950: Herz in der Hose (Fancy Pants) – Regie: George Marshall
- 1950: Inspektor Goddard (Appointment with Danger) – Rdgie: Lewis Allen
- 1950: Das Brandmal (Branded) – Regie: Rudolph Maté
- 1951: Ein Platz an der Sonne (A Place in the Sun) – Regie: George Stevens